# Il tuo futuro
Il tuo futuro è un saggio pedagogico scritto dal Premio Nobel Rita Levi-Montalcini.
L'archeologo Sabatino Moscati lo ha definito "una rivoluzione copernicana dal punto di vista pedagogico", mentre per il giornalista Riccardo Chiaberge è "una epistola moraleggiante, a metà strada tra Seneca e De Amicis" per via del fatto che il libro è rivolto agli adolescenti, che per carattere sono notariamente restii ad ascoltare suggerimenti, soprattutto se questi provengono da un'attempata signora di 84 anni.

## Contenuto
(Rita Levi-Montalcini, Il tuo futuro)
Considerando in retrospettiva la sua lunga esperienza umana e professionale, la celebre neuroscienziata si rivolge agli adolescenti che stanno decidendo del loro avvenire, dispensando consigli utili affinché si preparino ad affrontare le immancabili insidie che incontreranno sul loro cammino.
Il suo obiettivo non è tanto quello di fornire "un decalogo di buona condotta, né la pietra filosofale per risolvere i problemi che dovrai affrontare nella vita", quanto quello di mettere in guardia i giovani dai pericoli come la droga o l'affiliazione a bande delinquenziali. In un periodo in cui il cervello dei più giovani è facilmente manipolabile da coloro che vogliono assoggettarli, li invita a rigettare falsi valori come la ricchezza e l'esercizio del potere fini a sé stessi; e ad incanalare, piuttosto, le proprie potenzialità intellettive nell'identificare e valorizzare le proprie reali aspirazioni, anche rivendicando il diritto di sbagliare tendendo, così, ad un'evoluzione continua stimolata dallo studio e dall'apprendimento; infatti, "il tuo futuro sarà tanto migliore quanto più saprai avvalerti delle straordinarie proprietà cognitive del tuo cervello e sarai capace di mantenerti sereno esercitando la facoltà critica quando prevalgono fenomeni di isteria e di follia collettiva".

## Edizioni
- Rita Levi-Montalcini, Il tuo futuro, Garzanti, 1993. ISBN 8811738377 (1ª edizione)
- Rita Levi-Montalcini, Il tuo futuro, Garzanti, 1994. ISBN 9788811738374 (5ª edizione)